# Stema Uniunii Statale a Serbiei și Muntenegrului

Stema Republicii Federale Iugoslavia

Stema Republicii Federale Iugoslavia a fost adoptată oficial de parlamentul federal în 1994. Aceasta a înlocuit stema Republicii Socialiste Federative Iugoslavia care a rămas stema Republicii Federale între 1992-1994. Utilizarea stemei a încetat în 2006, după dizolvarea Uniunii Statale a Serbiei și Muntenegrului.
Faptele legale care au reconstituit Republica Federativă Iugoslavia în Uniunea Statală a Serbiei și Muntenegrului prevedeau că o lege avea să fie dată la sfârșitul anului 2003, în care se menționează drapelul și stema Uniunii. O astfel de lege nu a fost niciodată promovată, iar cu privire la nou stemă, aceasta a rămas neschimbată. Astfel, Uniunea Statală a continuat să folosească stema iugoslavă până la dizolvarea acesteia în iunie 2006.
Heraldica era alcătuită dintr-un vultur cu două capete, cu un scut împărțit în sferturi având în cadrul acestuia simboluri naționale ale Muntenegruului (leul de aur al Casei de Petrović-Njegoš) și Serbiei (o cruce cu patru litere în formă de „C” la fiecare colț).